# Brian Taylor
Brian Dwight Taylor (ur. 9 czerwca 1951 w Perth Amboy) – amerykański koszykarz, występujący na pozycji rozgrywającego. Dwukrotny mistrz ABA, kilkukrotnie wybierany do składów najlepszych zawodników oraz obrońców ABA, a także NBA.

## Osiągnięcia

### ABA
- 2-krotny mistrz ABA (1974, 1976)
- Debiutant Roku ABA (1973)
- 2-krotny uczestnik meczu gwiazd ABA (1975, 1976)
- Wybrany do
  - I składu:
    - defensywnego ABA (1975, 1976)
    - debiutantów ABA (1973)

  - II składu ABA (1975)
- Lider:
  - sezonu regularnego w:
    - przechwytach (1975)
    - skuteczności rzutów za 3 punkty (1976)

  - play-off w liczbie celnych rzutów za 3 punkty (1976)[3]

### NBA
- Wybrany do II składu defensywnego NBA (1977)[4]
- Lider NBA w skuteczności rzutów za 3 punkty (1981)[5]